# Bitter ist’s dem Tod zu dienen
Bitter ist’s dem Tod zu dienen oder Bitter ists, dem Tod zu dienen ist das zweite Album der österreichischen Dark-Metal-Band Dornenreich und wurde im August/Oktober 1998 und Februar 1999 aufgenommen. Das Album erschien ursprünglich bei CCP Records, das Label Prophecy Productions gab jedoch eine Neuauflage heraus.

## Titelliste
1. Nächtlich liebend – 9:12
2. Wundenküssen – 13:44
3. Reime faucht der Märchensarg – 12:25
4. Federstrich in Grabesnähe – 5:05
5. Leben lechzend' Herzgeflüster – 9:42
6. Woran erkennt mich deine Sehnsucht morgen? – 7:50

## Musikalische Aspekte
Verglichen mit dem Vorgänger, der sich stärker am Black Metal orientierte, geht dieses Album nun mehr in den Bereich des Dark Metal. Die Lieder sind deutlich melodischer geworden. Black-Metal-Einflüsse sind nach wie vor zu erkennen. Die Gitarren sind deutlich besser eingespielt und insgesamt finden sich mehr klassische Instrumente wie Klavier oder Cello.
Gesanglich wechseln die Lieder zwischen Jochen Stocks Screams und Thomas Stocks klarem Gesang, wobei Jochen hier auch schon, wie etwa in Reime faucht der Märchensarg Flüstergesang verwendet und seine Schreie emotional deutlich vielseitiger geworden sind.